# Boscobel House (Shropshire/Staffordshire)

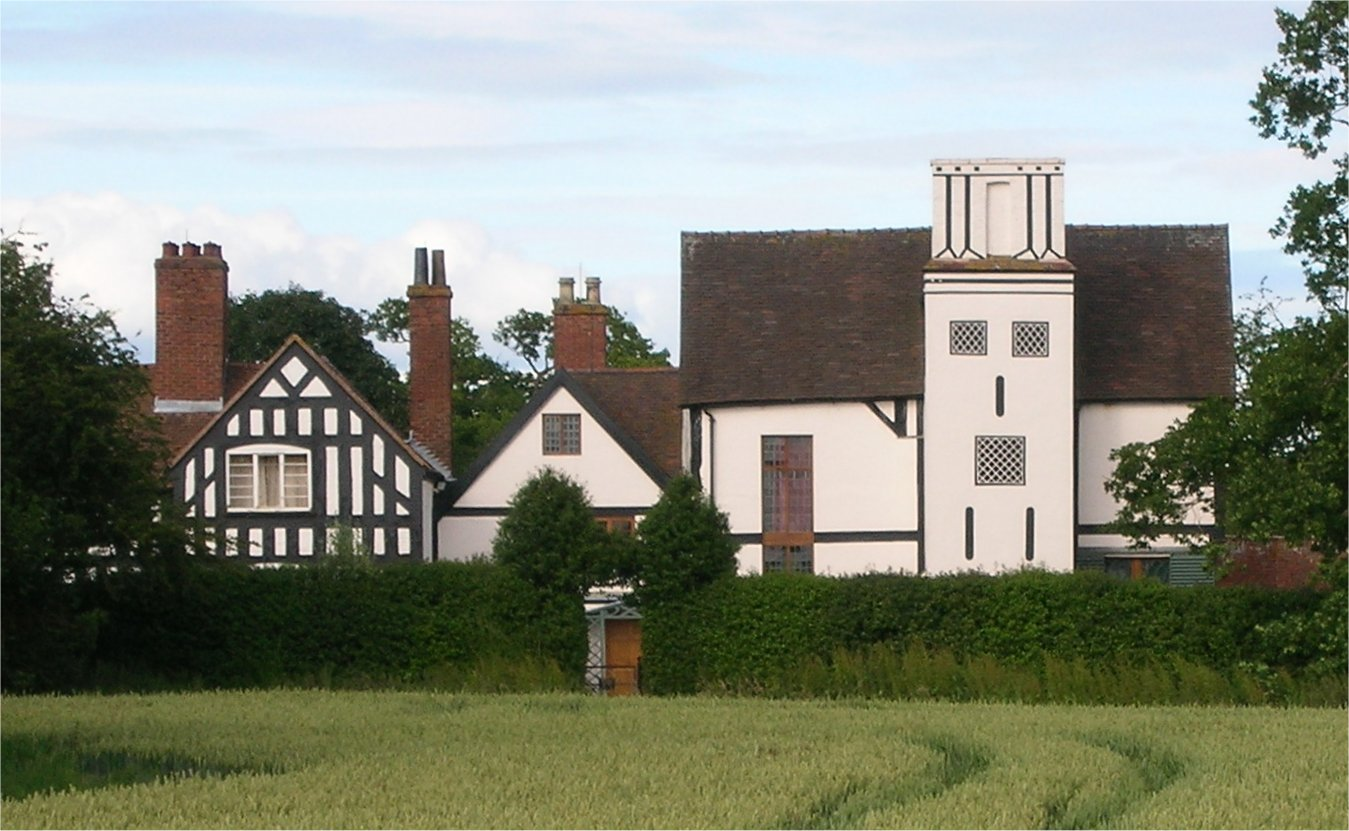
Aspecto geral de Boscobel House.

Boscobel House é um palácio rural inglês situado na fronteira entre o Shropshire e o Staffordshire, próximo de Wolverhampton e Albrighton. Foi construído por volta de 1632, quando o proprietário rural John Giffard, dono da herdade do White Ladies Priory (Priorado das Damas Brancas), converteu uma casa de lavoura com armação em madeira num pavilhão de caça. Boscobel House tornou-se num dos mais evocativos lugares no imaginário histórico inglês. Foi nesta propriedade que Carlos II famosamente se escondeu numa árvore para evitar ser descoberto pelos soldados Parlamentaristas depois da Batalha de Worcester. 
É um listed building classificado com o Grau II e possui vários outros elementos classificados na mesma lista. Encontra-se ao cuidado do English Heritage.

## História
Giffard chamou ao novo pavilhão de caça Boscobel House, termo que se pensa ter derivado do italiano "bosco bello", que significa "bosque belo". Em 1632, a Boscobel House estava rodeada de densos bosques.

### O Carvalho Real
Os Giffard eram uma família Católica e, no século XVII, o catolicismo era visto com grande desconfiança. O próprio edifício serviu como um lugar secreto para abrigo de padres católicos, com numerosos priest-holes ("buraco do padre" - um esconderijo existente em algumas casas da época) e locais de esconderijo espalhados em volta dos edifícios. Este propósito secreto da casa iria desempenhar um importante papel na história do país.
Próximo do fim da Guerra Civil Inglesa, depois da Batalha de Worcester, Carlos II fugiu para salvar a vida, procurando refúgio ne Boscobel House. O Coronel William Carlis e o rei passaram todo o dia escondidos num carvalho vizinho (a qual se tornou famosa como The Royal Oak - "O Carvalho Real") de onde podiam ver as patrulhas à sua procura. Mais tarde, Carlos II passou a noite escondido num dos priest-holes de Boscobel House.